# Timema bartmani
Timema bartmani är en insektsart som beskrevs av Joyce Winifred Vickery och German Giovanny Sandoval González 1997. Timema bartmani ingår i släktet Timema och familjen Timematidae. Inga underarter finns listade i Catalogue of Life.